# Kalbenstein
Der Kalbenstein im Naturschutzgebiet Grainberg-Kalbenstein und Saupurzel nahe Gambach im bayrischen Landkreis Main-Spessart ist eine 295 m ü. NHN hohe Erhebung des Maintals, auf der sich das Gipfelkreuz Edelweiß sowie das Muschelkalkprofil Kalbenstein befinden.

## Geographische Lage
Der Kalbenstein ist ein Prallhang des Mains und liegt oberhalb der Bahnstrecke und der Bundesstraße 26 zwischen Karlstadt und Gambach.

## Klettersteig
Der an der Falteshütte beginnende Lenzsteig ist ein Klettersteig zum (Gipfelkreuz) Edelweiß auf dem Kalbenstein. Hier befindet sich auch ein Klettergarten.

## Muschelkalkprofil Kalbenstein
Im Jahr 1784 kam es durch ein Jahrtausendhochwasser am Main zu einer Rutschung am Kalbenstein. Infolge wurden ein 90 m mächtiges Profil der Abfolge der Kalk- und Mergelgesteine des unteren Muschelkalkes freigelegt.